# Pleasant Dreams
Pleasant Dreams (englisch für „Angenehme Träume“) ist das 1981 erstmals veröffentlichte sechste Studioalbum der US-amerikanischen Punkband Ramones. Mit diesem Album setzte die Band die beim Vorgängeralbum End of the Century begonnenen Experimente mit externen Studioproduzenten fort, um ihrer Musik einen eingängigeren Klang zu verleihen.

## Entstehungsgeschichte
Pleasant Dreams entstand und erschien in einer Phase, in der auf die Ramones zunehmend Druck durch ihre Plattenfirma ausgeübt wurde, um durch gefälligere Studioproduktion höhere Verkaufszahlen ihrer Alben erzielen zu können. Aus diesem Grund wurde der Musiker und Songwriter Graham Gouldman von der Rockband 10cc mit der Produktion des Albums beauftragt. Die Bandmitglieder waren selbst frustriert über ausbleibende Hit-Erfolge durch mangelnde Präsenz im US-Radio. Bereits das erste Stück des Albums drückt diese Frustration in Titel und Songtext aus: We want the Airwaves (deutsch, sinngemäß: „Wir wollen auf Sendung gehen“). Wie bereits beim vorhergehenden Album war die Studioarbeit von persönlichen und musikalischen Konflikten begleitet.
Die Studioaufnahmen zu Pleasant Dreams begannen am 30. März 1981. Zuvor hatten die Ramones einige Demoversionen der Stücke für das Album aufgenommen, die wie gewohnt von Toningenieur Ed Stasium und Ex-Bandmitglied Tommy Ramone produziert worden waren. Für die endgültigen Aufnahmen zum Album hätte die Band den Produzenten Steve Lillywhite bevorzugt, was jedoch von ihrer Plattenfirma Sire Records abgelehnt wurde. Stattdessen setzte Sire den Einsatz des zu dieser Zeit renommierteren Gouldman durch, der in den 1960er-Jahren einige Hits komponiert hatte (darunter Herman’s Hermits No Milk Today).
Ramones-Gitarrist Johnny Ramone lehnte Gouldman als Produzenten für die Gruppe ab, da ihm dieser als „zu leichtgewichtig“ und „zu Pop-orientiert“ erschien. Interview-Zitat des Gitarristen über die Studioarbeit mit Gouldman:

“I knew I was in trouble immediately on the first day when he said, ‘Your amp is buzzing too much. Can you turn down your volume?’ […] He wasn’t really right for the Ramones, that’s all. We had no choice.”

„Ich wusste gleich am ersten Tag, dass ich in Schwierigkeiten war, als er sagte ,Dein Verstärker brummt zu sehr. Kannst du ihn leiserstellen?‘ […] Er war wirklich nicht der richtige für die Ramones, das ist alles. Wir hatten keine Wahl.“

Das Album markiert auch den Beginn eines Band-internen Konfliktes, der die Ramones bis über das Ende ihrer Karriere hinaus begleiten sollte. Sänger Joey Ramone war während der Entstehungszeit des Albums von seiner Freundin Linda Danielle zugunsten Johnny Ramones verlassen worden (siehe auch Abschnitt „Song-Informationen“ – The KKK took my Baby Away). Der Sänger war außerstande, über diesen Verlust hinwegzukommen und weigerte sich fortan, mit dem Gitarristen auch nur zu sprechen; ein Verhalten, das er bis zu seinem Tod 2001 aufrechterhalten sollte. Zitat Joey Ramones aus einem Interview des Jahres 1999 mit dem US-Musikmagazin Mojo:

“Johnny crossed the line with me concerning my girlfriend […]. He destroyed the relationship and the band right there […]. And I never felt any love for John anyways.”

„Johnny hatte bei mir eine Grenze überschritten was meine Freundin anging […]. Genau an diesem Punkt hat er die Beziehung und die Band zerstört […]. Und ich hatte sowieso nie irgendwelche Zuneigung für John empfunden.“

Alle Titel auf Pleasant Dreams wurden entweder von Joey Ramone oder von Bassist Dee Dee Ramone komponiert; das Album ist zugleich die erste Veröffentlichung der Band, in deren Begleittexten die Kompositionen einzelnen Bandmitgliedern namentlich zugeschrieben werden. Ein Teil der Gesangsaufnahmen wurde vom Sänger in Abwesenheit der restlichen Bandmitglieder in einem Tonstudio in England absolviert, wobei Sparks-Mitglied Russell Mael Hintergrundgesang beisteuerte.

## Die Musikstücke des Albums (Auswahl)
- The KKK Took My Baby Away – Der Text dieser Komposition von Ramones-Sänger Joey Ramone handelt von jemandem, dessen Partnerin vom Ku-Klux-Klan entführt wurde. Der Sänger war kurz zuvor von seiner Freundin verlassen worden, die fortan mit dem Gitarristen Johnny Ramone liiert war.[7] Mehrere Band-Biographien teilen die Überzeugung, das Lied sei autobiographisch und „KKK“ sei eine Anspielung auf den für seine konservativen politischen Ansichten bekannten Gitarristen.[2][8] Laut Tour Manager Monte Melnick war Johnny Ramone tatsächlich im Besitz einer „KKK-Karte“; eine Aussage, die diese Interpretation stützt.[9]

## Rezeption, Kritik
Die Kompositionen auf Pleasant Dreams und die gefälligere Studioproduktion wurde in Presserezensionen überwiegend positiv aufgenommen: Der New Musical Express lobte Songwriting, ausdrucksstarke Texte und Produktion und bezeichnete das Album als „die LP, von der die Ramones immer geträumt hatten“, und das US-Musikmagazin Zigzag bezeichnete in seiner Rezension die Ramones als „eine der wenigen wahren Pop-Gruppen, die auf diesem desolaten Planeten übriggeblieben sind.“ Der Musikkritiker Robert Palmer bezeichnete die Musik des Albums in seiner Rezension in der New York Times als „die New Yorker Version der Beach Boys“, und auch die Kritiken in der englischen Presse fielen positiv aus.
Kritische Anmerkungen bezogen sich allein auf die Gestaltung der Vorderseite der Plattenhülle: Pleasant Dreams ist das erste Album der Ramones, auf dessen Vorderseite nicht die Band abgebildet ist, und auf der ein geändertes Band-Logo verwendet wurde. Der New Yorker Grafik-Designer und Comic-Zeichner John Holmstrom, der zuvor an der Grafik mehrerer Ramones-Alben beteiligt gewesen war, bezeichnete es als „eines der hässlichsten Plattencover aller Zeiten“.
Pleasant Dreams erreichte im Sommer 1981 Platz 58 in den US-Billboard Charts.

## Titelliste

### Erstauflage 1981
1. We want the Airwaves (Joey Ramone)
2. All’s Quiet on the Eastern Front (Dee Dee Ramone)
3. The KKK took my Baby Away (Joey Ramone)
4. Don’t Go (Joey Ramone)
5. You Sound like you’re Sick (Dee Dee Ramone)
6. It’s not my Place (in the 9 to 5 World) (Joey Ramone)
7. She’s a Sensation (Joey Ramone)
8. 7–11 (Joey Ramone)
9. You didn’t mean Anything to Me (Dee Dee Ramone)
10. Come on Now (Dee Dee Ramone)
11. This Business is Killing Me (Joey Ramone)
12. Sitting in my Room (Dee Dee Ramone)

### Zusätzliche, zuvor unveröffentlichte Titel in der erweiterten Neuauflage 2002
1. Touring (1981 Version) (Joey Ramone / Johnny Ramone)1)
2. I can’t get you out of my Mind (Ramones)1)
3. Chop Suey (Alternate Version) (Joey Ramone)2)
4. Sleeping Troubles (Demo) (Ramones)2)
5. Kicks to Try (Demo) (Ramones)2)
6. I’m not an Answer (Demo) (Ramones)2)
7. Stares in this Town (Demo) (Ramones)2)

1) Produziert von Graham Gouldman

2) produziert von Ed Stasium, aufgenommen im Daily Planet Studio, New York, Januar bis Februar 1981.

## Single-Auskopplungen
- We want the Airwaves